# Beast Over Hammersmith
Beast Over Hammersmith е концертен албум на британската хевиметъл група Iron Maiden. Записан по време на турнето „Beast on the Road“, той е издаден на 4 ноември като част от „Eddie's Archive“. Това е последния запис на групата с Клаив Бър, който е заменен от Нико Макбрейн. Въпреки че е записан преди издаванато на албума The Number of the Beast, Beast Over Hammersmith съдържа материал от него.

### Диск 1
1. „Murders in the Rue Morgue“ – 4:32
2. „Wrathchild“ – 3:31
3. „Run to the Hills“ – 4:19
4. „Children of the Damned“ – 4:39
5. „The Number of the Beast“ – 5:07
6. „Another Life“ – 3:45
7. „Killers“ – 5:47
8. „22 Acacia Avenue“ – 6:55
9. „Total Eclipse“ – 4:14

### Диск 2
1. „Transylvania“ – 5:50
2. „The Prisoner“ – 5:49
3. „Hallowed Be Thy Name“ – 7:31
4. „Phantom of the Opera“ – 6:53
5. „Iron Maiden“ – 4:21
6. „Sanctuary“ – 4:12
7. „Drifter“ – 9:19
8. „Running Free“ – 3:44
9. „Prowler“ – 5:00

## Състав
- Брус Дикинсън – вокал
- Дейв Мъри – китара
- Ейдриън Смит – китара, беквокали
- Стив Харис – бас, беквокали
- Клаив Бър – барабани